# Nenad Savić
Nenad Savić (28 januari 1981) is een Zwitsers voormalig voetballer die geboren is in Joegoslavië en speelde als middenvelder.

## Carrière
Savić speelde in de jeugd van FC Dietikon, FC Zürich en Grasshopper Club Zürich. Bij deze laatste ploeg maakte hij zijn profdebuut in 1998 maar door gebrek aan speelkansen trok hij naar Neuchâtel Xamax, hij speelde er tot in de zomer en vertrok opnieuw nu naar FC Basel. Met Basel won hij de landstitel in 2002 en de beker in 2003. De beker van 2004 won hij ook maar nu met FC Wil 1900. Hij speelde tussen Basel en Wil nog kort voor FC Luzern.
Na Wil speelde hij nog voor FC Thun alvorens naar de Cypriotische club Enosis Neon Paralimni te trekken. Het was het begin van een avontuur waarvan hij de meeste tijd in Israël zou doorbrengen bij ploegen als Maccabi Petach Tikwa, Hapoel Ironi Kiryat Shmona, Maccabi Ironi Jatt FC en Beitar Tel Aviv Bat Yam.
Hij was jeugdinternational voor Zwitserland.

## Erelijst
- FC Basel
  - Landskampioen: 2002
  - Zwitserse voetbalbeker: 2003
- FC Wil 1900
  - Zwitserse voetbalbeker: 2004